# Steppenglanzbienen
Die Steppenglanzbienen (Ammobatoides) sind eine Gattung aus der Familie der Apidae, Unterfamilie Nomadinae, innerhalb der Bienen. Sie sind Kuckucksbienen, also Brutparasiten.
In der Gattung Ammobatoides sind nur acht Arten beschrieben, sie sind in der Paläarktis verbreitet, nur eine Art kommt in Südafrika vor. In Mitteleuropa ist nur die sehr seltene Art A. abdominalis bekannt.
Die Steppenglanzbienen haben trotz der Namensähnlichkeit nichts mit den Glanzbienen zu tun, die zu den Halictidae gehören.

## Merkmale
Steppenglanzbienen sind auffallend groß, mit 10 bis 14 mm Körperlänge. Der Hinterleib der Weibchen ist zum großen Teil rot gefärbt, die Männchen haben einen schwarzen Hinterleib. Die Behaarung ist kurz, bei den Männchen deutlicher und weiß. Die Flügel sind bräunlich, im Vorderflügel sind zwei Cubitalzellen. Die Männchen haben auffallend große Augen, die oben nach median konvergieren und in der Unterfamilie Nomadinae einmalig sind.

## Lebensweise
Die Bienen der Gattung Ammobatoides sind Brutparasiten (Kuckucksbienen), sie legen ihre Eier in die Nester von Bienen der Gattungen Melitturga und Meliturgula, deren Nester sind im flachen, wenig oder nicht bewachsenen Boden. Die adulten Bienen fliegen an Blüten nur um sich selbst mit Nektar zu versorgen. Die einheimische Art fliegt im Juni und August. Nachts schlafen die Steppenglanzbienen in der Nähe der Wirtsnester, indem sie sich kopfüber an Halmen festbeißen.

## Arten
- Ammobatoides abdominalis. In Süd- und Osteuropa, nach Osten bis zum Baikalsee,[3] in Deutschland und Österreich verschollen, aktuell noch im Aostatal, Italien.[1][4]
- Ammobatoides luctuosus. Nordmazedonien, Türkei[3]
- Ammobatoides okalii. Bulgarien[6]
- Ammobatoides rubescens. Türkei[3]
- Ammobatoides radoszkowskii. Ostpaläarktis, Russland und China, östlich vom Baikalsee[3]
- Ammobatoides scriptus. Frankreich, Spanien, Marokko, Algerien[6]
- Ammobatoides schachti. Marokko, Tunesien[3]
- Ammobates braunsi. Südafrika, Kapprovinz[3]